# Leuven
Leuven (tiếng Hà Lan, đọc [ˈløːvə(n)]ⓘ; tiếng Pháp: Louvain) là thành phố lớn nhất và thủ phủ của tỉnh Vlaams-Brabant ở Flanders, Bỉ. Thành phố cách Brussels khoảng 30 km về phía Đông, và giáp với các thành phố khác là Mechelen, Aarschot, Tienen, và Wavre.
Đô thị này gồm thành phố lịch sử Leuven và các đô thị Heverlee, Kessel-Lo, một phần của Korbeek-Lo, Wilsele và Wijgmaal.
Đây là nơi có trụ sở Anheuser-Busch InBev, tập đoàn sản xuất lớn bia lớn nhất thế giới, ở đây có đại học KU Leuven, trường đại học cổ và lớn nhất ở khu vực các quốc gia Vùng Thấp.

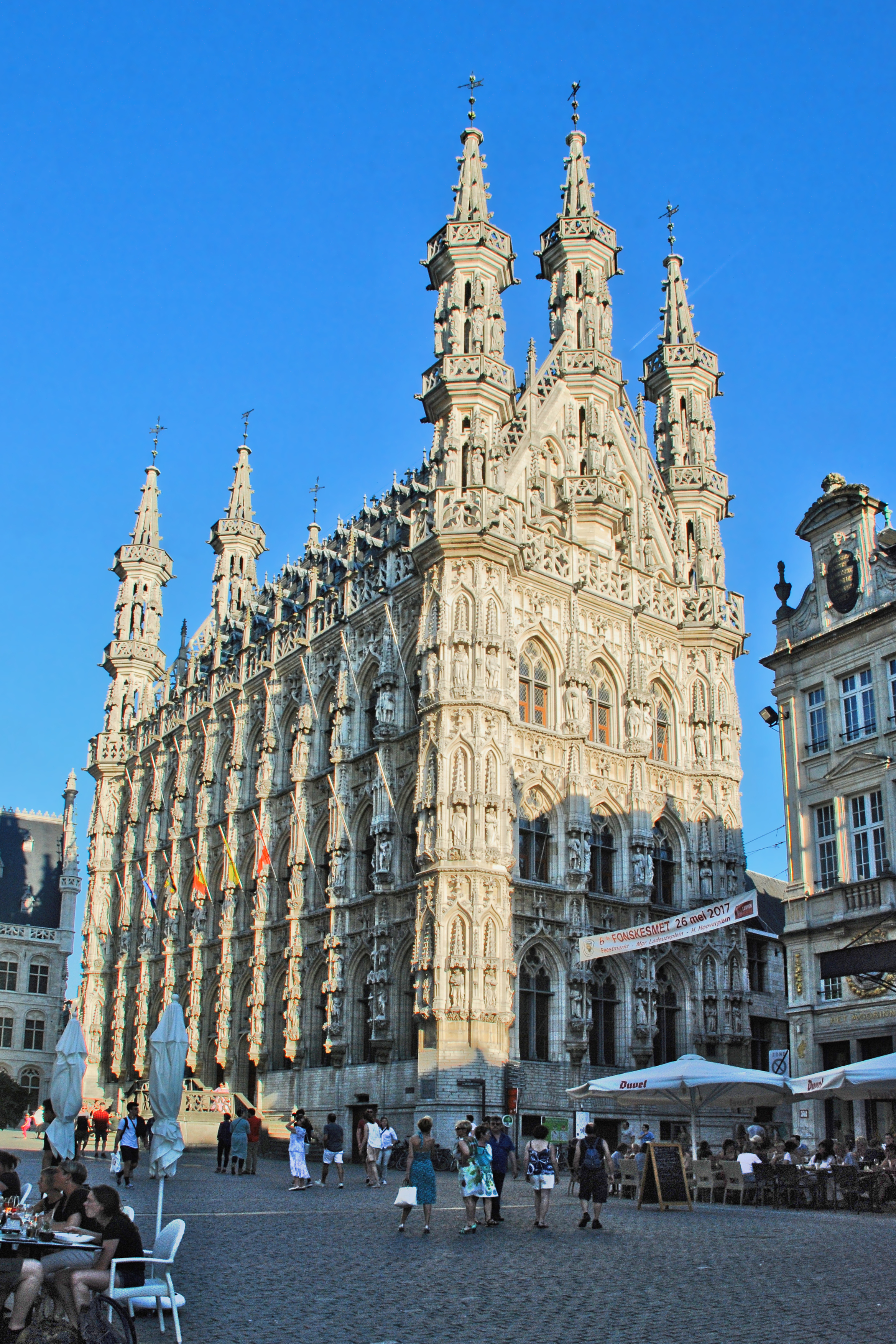
Tòa thị chính.

## Dân địa phương nổi tiếng
- Maria of Brabant, (1256-1321)
- Martin Margiela, nhà thiết kế thời trang (sinh năm 1957)
- Quentin Matsys, họa sĩ (1466-1530)
- Petrus van der Aa, (1530-1594)
- Adriaan van Roomen, nhà toán học (1561-1615)
- Charles de Bériot, nghệ sĩ violin (1802-1870)
- Laurent-Guillaume de Koninck, nhà hóa học (1809-1887)
- Jean Stas, nhà hóa học (1813-1891)
- Arthur De Greef, nhà soạn nhạc (1862-1940)
- Christian de Duve, người nhận Giải Nobel Sinh học hoặc Y khoa (sinh năm 1917)
- Arthur Berckmans, tác gia (sinh năm 1929)
- Mark Eyskens, cựu thủ tướng Bỉ (sinh năm 1933)

## Thành phố kết nghĩa
- 's-Hertogenbosch, Hà Lan
- Kraków, Ba Lan
- Lüdenscheid, Đức
- Rennes, Pháp